# Aan- en Genderdijkepolder
De Aan- en Genderdijkepolder is een polder ten noordoosten van Zaamslag, behorende tot de Zaamslagpolders, in de Nederlandse provincie Zeeland. 
Deze polder werd ingedijkt door de ambachtsheer van Zaamslag, Gerard van der Nisse. Het betrof de schorren van Aandijke, ten noordoosten van de reeds ingesijkte Zaamslagpolder. De polder kreeg de naam van de polder die hier vóór de inundaties van 1586 was gelegen. Ze kwam gereed in 1671 en heeft een oppervlakte van 317 ha.
Aan de rand van de polder liggen de buurtschappen Hoek van de Dijk en Kwakkel.